# Symphurus normani
Symphurus normani es una especie de pez de la familia Cynoglossidae en el orden de los Pleuronectiformes.

## Distribución geográfica
Se encuentran en el  Atlántico oriental (desde el Golfo de Guinea hasta el norte de Namibia).